# Ruth R. Benerito
Ruth Rogan Benerito (12 de enero de 1916 - 5 de octubre de 2013) fue una química e inventora estadounidense conocida por su trabajo relacionado con la industria textil, entre los que destacan el desarrollo de lavar y usar telas de algodón. Llegó a registrar 55 patentes.

## La invención del algodón sin arrugas
Ruth Benerito es famosa por su trabajo en relación con el uso de cloruros de ácidos mono-básico en la producción de algodón, con la que tiene 55 patentes, lo que permite más ropa libre de arrugas y duradera. Ella inventó estas telas de algodón lavado-y-desgaste, mientras trabajaba en el Departamento de Agricultura de EE. UU. (USDA) laboratorios en Nueva Orleans en 1950. Antes de esta innovación, una familia necesitaba un tiempo considerable para planchar la ropa. Benerito encontró una manera de tratar químicamente la superficie de algodón que llevó no solo a la tela resistente a las arrugas, sino también a las manchas y telas resistentes a las llamas. La invención se decía que había "salvado la industria del algodón".

## Premios
- 1968 Federal Woman Award
- 1968 Southern Chemist Award
- 1970 Medalla Garvan-Olin
- 1972 Southwest Regional Award of American Chemical Society
- 1981 Honorary degree, Tulane University
- 2002 Lemelson-MIT Lifetime Achievement Award
- 2008 National Inventors Hall of Fame[5]